# Bruce Richardson
Bruce Richardson (* 8. Juni 1977 in Lachine, Québec) ist ein ehemaliger kanadischer Eishockeyspieler und derzeitiger -trainer. Den Großteil seiner aktiven Karriere verbrachte er in nordamerikanischen Minor League, spielte aber auch eine Saison bei den Iserlohn Roosters in der Deutschen Eishockey Liga (DEL). Als Trainer ist er im Nachwuchsbereich aktiv.

## Karriere
Bruce Richardson begann seine Karriere 1993 bei den Faucons de Sherbrooke in der Ligue de hockey junior majeur du Québec (LHJMQ). Hier blieb er dreieinhalb Jahre, bevor er für eineinhalb Jahre bei den Saguenéens de Chicoutimi anheuerte. In der Saison 1997/98 bestritt er seine ersten Spiele als Profi in der East Coast Hockey League und der American Hockey League. Bis 2005 bestritt der Linksschütze in Nordamerika acht Spielzeiten für neun verschiedene Clubs in vier Ligen.
Zur Saison 2005/06 unterschrieb er einen Vertrag bei den Iserlohn Roosters in der Deutschen Eishockey Liga. Dort erhielt er die Aufgabe, die junge vierte Reihe anzuführen. Der Ehemann und Vater eines Sohnes galt als sehr robuster Spieler und sollte das physische Element im Roosters-Spiel stärken. Nach einer Verletzung verpasste Richardson die gesamte zweite Hälfte der Spielzeit und konnte nicht mehr für die Roosters auflaufen. Anschließend verbrachte er wieder zwei Jahre in Nordamerika, diesmal in der unterklassigen UHL und der CHL. Ab 2008 spielte er in der Elite Ice Hockey League für die Nottingham Panthers. Dort entwickelte er sich zum Publikumsliebling und erhielt dafür verschiedene Auszeichnungen. Kurz nach der Saison verlängerte Richardson seinen Vertrag um ein Jahr.

### Trainerlaufbahn
Ab 2008 war er in Nottingham bereits als Spielertrainer an der Seite des ebenfalls weiter mitspielenden Headcoachs Corey Neilson tätig. Im Mai 2010 wurde er von den neugegründeten Braehead Clan als Spielertrainer verpflichtet. Nach der Saison 2010/11 beendete er sein Engagement in der EIHL und wurde im Anschluss drei Jahre lang als Cheftrainer der Grenadiers de Châteauguay aus der QMAAA, einer unterklassigen kanadischen Juniorenliga, tätig. Nach zwei Jahren als Headcoach der Tigres de Victoriaville aus der LHJMQ kehrte er zu den Grenadiers zurück. Ab 2018 trainierte er das LHJMQ-Team Armada de Blainville-Boisbriand.

## Erfolge und Auszeichnungen
- 2009 Wahl zum „Most Entertaining Player“ der Nottingham Panthers
- 2009 Wahl zum „Fan´s Favourite“ der Elite Ice Hockey League

## Karrierestatistik
(Legende zur Spielerstatistik: Sp oder GP = absolvierte Spiele; T oder G = erzielte Tore; V oder A = erzielte Assists; Pkt oder Pts = erzielte Scorerpunkte; SM oder PIM = erhaltene Strafminuten; +/− = Plus/Minus-Bilanz; PP = erzielte Überzahltore; SH = erzielte Unterzahltore; GW = erzielte Siegtore; 1 Play-downs/Relegation; Kursiv: Statistik nicht vollständig)